# Ordonnance de Villers-Cotterêts
Lire en ligne

wikisource

L'ordonnance d'août 1539 sur le fait de la justice, dite l'ordonnance de Villers-Cotterêts,,, aussi appelée l'ordonnance Guillemine, est un texte normatif édicté par le roi de France François Ier, entre le 10 et le 25 août 1539, à Villers-Cotterêts (dans le département actuel de l'Aisne), enregistré au Parlement de Paris le 6 septembre 1539. Cette ordonnance est le plus ancien texte normatif encore en vigueur en France, ses articles 110 et 111 (concernant la langue utilisée par la justice) n'ayant jamais été abrogés,.

## Historique
Dès le XIIIe siècle, les notaires royaux écrivent en français et c'est entre les XIVe et XVIe siècles que le français s'impose progressivement comme langue administrative dans les chartes royales, au détriment du latin mais aussi des autres langues régionales. Depuis 1350, les ordonnances ou les actes en latin étaient de plus en plus rares. L'ordonnance de Villers-Cotterêts ne fait qu'appuyer un mouvement de centralisation linguistique déjà amorcé depuis plusieurs siècles. À cette époque (et jusqu'au XIXe siècle, mouvement qui ne prend fin qu'au XXe siècle, pendant la Première Guerre mondiale), le français est la langue de la cour de France, et, dans la moitié nord de la France, des élites (noblesse et clergé), des commerçants et des écrivains ; la population française parle essentiellement des langues d'oïl, d'oc, le francoprovençal, le breton, l'alsacien, etc., avec une minorité qui parle le dialecte parisien dit « français ». Ces langues ne bénéficiant pas du prestige de la langue royale, et le pouvoir cherchant à les marginaliser, elles sont souvent dénommées péjorativement « patois ».
L'ordonnance s'inscrit dans une suite de décisions royales remplaçant progressivement le latin par les langues maternelles dans les actes du droit. Une ordonnance promulguée en 1454 au château de Montils-lès-Tours (reconstruit, il est appelé plus tard château du Plessis-du-Parc-lèz-Tours sous Louis XI), par Charles VII, oblige à rédiger les coutumes orales, qui tiennent lieu de droit ; ces rédactions sont faites dans le respect de l'égalité en langue maternelle, que ce soient des langues d'oïl, d'oc, ou autres.
Cette ordonnance ne s'applique pas à l'Alsace après son annexion par la France. Les traités de Westphalie et de Nimègue protègent les spécificités de l'Alsace. Les actes paroissiaux catholiques continuent à être rédigés en latin et les protestants en allemand sauf exception.
En revanche, dès le 22 septembre 1561, par l'édit de Rivoli, le duc Emmanuel-Philibert de Savoie rend obligatoire l'usage du français dans tous les actes publics enregistrés dans le duché de Savoie et dans la Vallée d'Aoste.
Auparavant d'autres édits royaux préconisaient la langue maternelle, sans rendre obligatoire le français : 
- Ordonnance de Moulins de 1490 (article 101)[11], par Charles VIII en 1490 : elle oblige à ce que la langue maternelle, et non le latin, soit utilisée lors des interrogatoires et dans les procès-verbaux ;
- Ordonnance de 1510 sous Louis XII[12] : cette ordonnance impose que la langue juridique pour tous les actes de justice soit celle du peuple, et non le latin ; de sorte, le droit devait être parlé dans les langues présentes en France à cette époque ;
- Ordonnance d'Is-sur-Tille promulguée par François Ier le 10 octobre 1535[13] : l'ordonnance de Louis XII est étendue à la Provence, dont le roi de France détient la couronne comtale à titre personnel (il y règne en tant que comte de Provence et non en tant que roi de France) depuis 1486 mais qui reste un pays statutairement indépendant jusqu'en 1789.

## Contenu de l'ordonnance

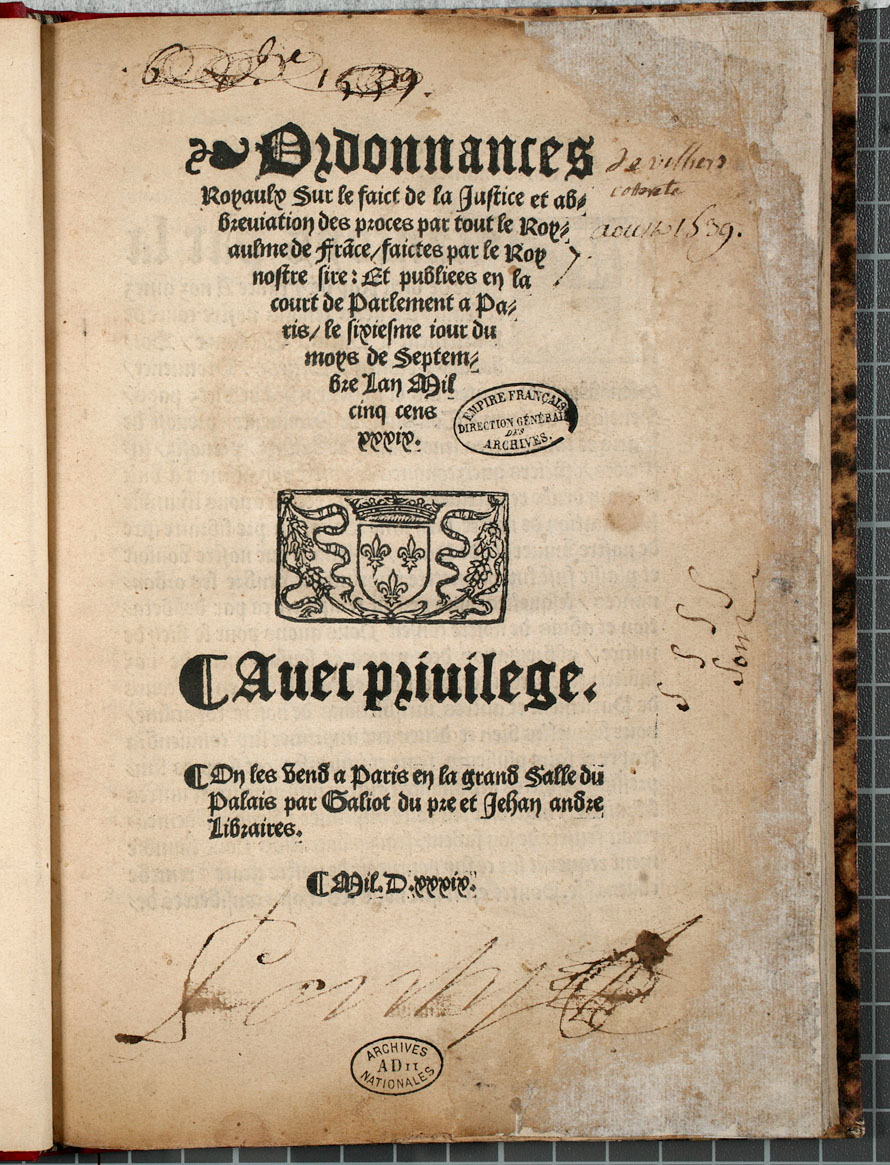
Page de titre. AE/II/1785. Archives nationales de France

Composée de 192 articles, elle reste très souvent présentée comme l'acte fondateur de la primauté du français dans les documents relatifs à la vie publique du royaume de France, faisant du français la langue officielle du droit et de l'administration, en lieu et place du latin,, alors qu'elle ne porte que sur le domaine de la Justice et non pas sur l'ensemble de l'administration et qu'elle n'exclut pas en réalité l'usage des autres langues de France dans le domaine de la justice, et cela d'autant moins que son objectif est que les parties prenantes à un procès comprennent ce qui s'y dit. Dès 1567, elle est d'ailleurs reformulée dans le Code des ordonnances royales en utilisant la formule « en langage maternel ou françois ». Dans certains cas, et dès le XVIe siècle, l'article 111 est cependant compris dans certaines provinces comme imposant le français seul dans les actes administratifs du royaume. C'est le cas dans le Quercy et dans certaines provinces occitanes, dès après 1539. Dans d'autres lieux, par exemple à Toulouse, on passe du latin à l'occitan.
Pour faciliter la bonne compréhension des actes de justice, mais aussi pour affermir le pouvoir monarchique, elle impose qu'ils soient rédigés « en langage maternel français et non autrement ». En outre, cette ordonnance réforme la juridiction ecclésiastique, réduit certaines prérogatives des villes et rend obligatoire la tenue de registres des baptêmes, des mariages et des sépultures par les curés et les pasteurs. Cela concerne alors la quasi-totalité des personnes, à l'exception des membres de la communauté juive, minoritaire, et de quelques autres individus, notamment les excommuniés. Cette ordonnance indique aussi, contrairement aux idées reçues, que les textes soient éventuellement également rédigés dans les autres langues parlées en France afin d'être accessibles au plus grand nombre. L'hégémonie linguistique du français n'a été effective qu'après la révolution de 1789. Le but de cette ordonnance était de remplacer le latin, langue de l'écrit et des élites et  de communiquer avec le peuple dans les langues qu'il parlait.
Cette ordonnance, intitulée exactement « Ordonnan du Roy sur le fait de justice » a été rédigée par le chancelier Guillaume Poyet, avocat et membre du Conseil privé du roi. Elle a longtemps été appelée Guillemine ou Guilelmine en référence à son auteur. Hors aux Archives nationales, il n'en existe que deux exemplaires originaux sur parchemin : l'un aux archives départementales des Bouches-du-Rhône à Marseille, l'autre aux archives départementales de l'Isère.
Elle est rédigée en moyen français ; l'orthographe d'origine est respectée.

### Concernant la tenue desregistres des baptêmes
« art. 51. Aussi sera faict registre en forme de preuve des baptesmes, qui contiendront le temps de l'heure de la nativite, et par l'extraict dud. registre se pourra prouver le temps de majorité ou minorité et fera plaine foy a ceste fin.

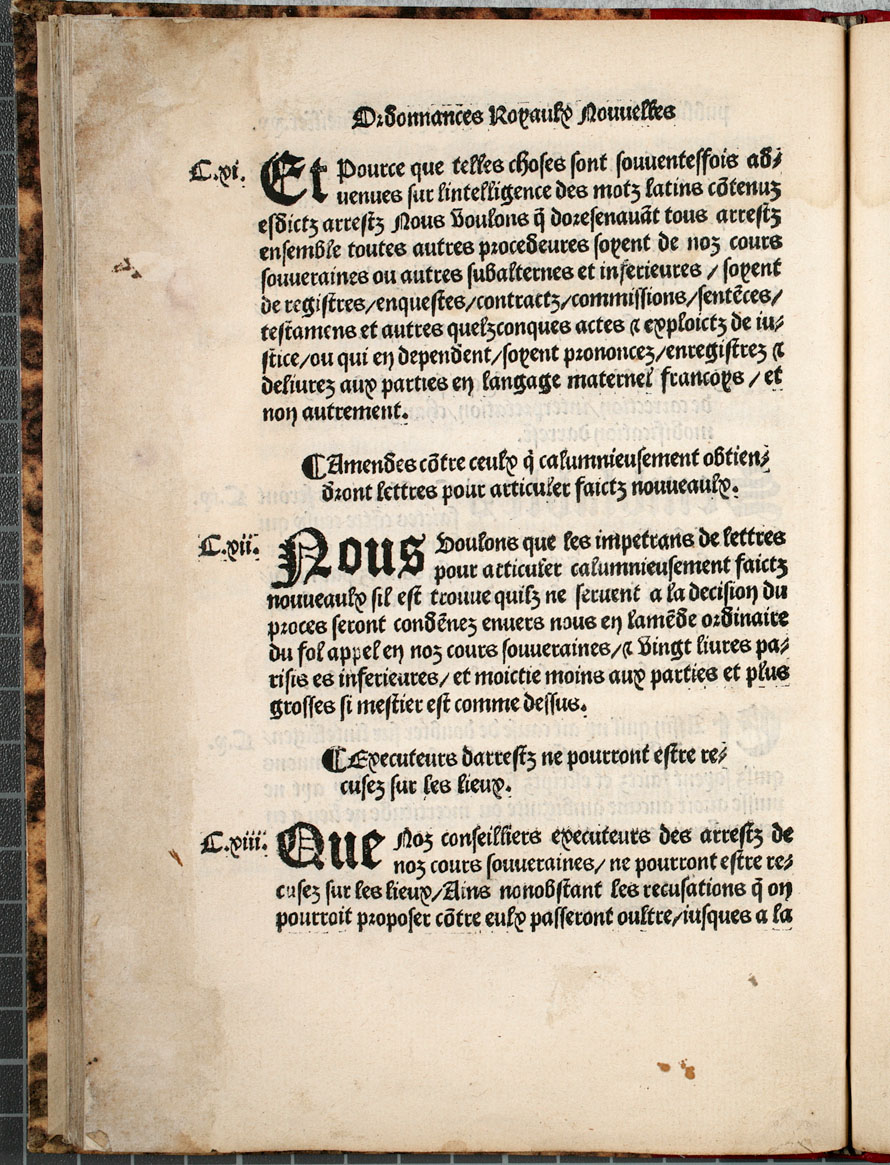
Ordonnance de Villers-Cotterêts. Article 111.AE/II/1785 Archives nationales

(Aussi sera tenu registre pour preuve des baptêmes, lesquels contiendront le temps et l'heure de la naissance, et dont l'extrait servira à prouver le temps de la majorité ou de la minorité et fera pleine foi à cette fin.) »

### Concernant l'usage de la langue française dans les actes officiels
« art. 110. Que les arretz soient clers et entendibles

Et afin qu'il n'y ayt cause de doubter sur l'intelligence desdictz arretz. Nous voulons et ordonnons qu'ilz soient faictz et escriptz si clerement qu'il n'y ayt ne puisse avoir aulcune ambiguite ou incertitude, ne lieu a en demander interpretacion.
(Que les arrêts soient clairs et compréhensibles, et afin qu'il n'y ait pas de raison de douter sur le sens de ces arrêts, nous voulons et ordonnons qu'ils soient faits et écrits si clairement qu'il ne puisse y avoir aucune ambiguïté ou incertitude, ni de raison d'en demander une explication.)
art. 111. De prononcer et expedier tous actes en langaige françoys
 
Et pource que telles choſes sont souuenteſfoys aduenues ſur l'intelligence des motz latins cõtenuz eſdictz arreſtz. Nous voulons q~ doreſenauãt tous arreſtz enſemble toutes autres procedeures ſoient de noz cours souueraines ou autres ſubalternes et inferieures, soyent de regiſtres, enqueſtes, contractz, commiſſions, ſentẽces, teſtamens et autres quelzconques actes & exploictz de iuſtice, ou qui en dependent, ſoient prononcez, enregistrez & deliurez aux parties en langage maternel francoys, et non autrement. 
(De prononcer et rédiger tous les actes en langue française

Et parce que de telles choses sont arrivées très souvent, à propos de la [mauvaise] compréhension des mots latins utilisés dans lesdits arrêts, nous voulons que dorénavant tous les arrêts ainsi que toutes autres procédures, que ce soit de nos cours souveraines ou autres subalternes et inférieures, ou que ce soit sur les registres, enquêtes, contrats, commissions, sentences, testaments et tous les autres actes et exploits de justice qui en dépendent, soient prononcés, publiés et notifiés aux parties en langue maternelle française, et pas autrement.) »

## Langage maternel francoys
Comme il y a bien plus d'un seul langage maternel francoys dans le royaume de 1539, certains juristes et les linguistes soulignent que l'édit royal ne se limite pas à l'usage de la seule langue française mais inclut l'usage de toutes les langues maternelles du royaume. Des historiens font cependant remarquer que dès après 1539, certaines langues provinciales comme l'occitan sont remplacées par le français pour la rédaction des actes administratifs, comme dans le Quercy, signe que l'ordonnance de Villers-Cotterêts y a été parfois déjà interprétée comme imposant la seule langue française.
En 1790, l’Assemblée nationale fait traduire dans toutes les langues régionales les lois et décrets, avant d’abandonner cet effort, trop coûteux.
Le décret du 2 thermidor An II (20 juillet 1794) impose le français comme seule langue de toute l’administration.

## Autre disposition juridique
L'ordonnance de Villers-Cotterêts contient aussi une disposition qui pourrait être vue comme l'apparition de la légitime défense dans le droit français. En effet, elle précise que celui qui a agi pour se défendre est absous par la grâce du roi[source secondaire nécessaire] :
« Art. 168. Nous défendons à tous gardes des sceaux de nos chancelleries et cours souveraines, de ne bailler aucunes grâces ou rémissions, fors celles de justice ; c’est à sçavoir aux homicidaires, qui auraient esté contraints faire des homicides pour le salut et défense de leurs personnes, et autres cas où il est dit par la loi, que les délinquans se peuvent ou doivent retirer par devers le souverain prince pour en avoir grâce.

(Nous défendons à tous [juges] de n'accorder aucune rémission [de peine], excepté celles de justice ; à savoir : dans le cas de meurtriers qui auraient été contraints de tuer pour le salut et la défense de leur personne […]) »

## Postérité

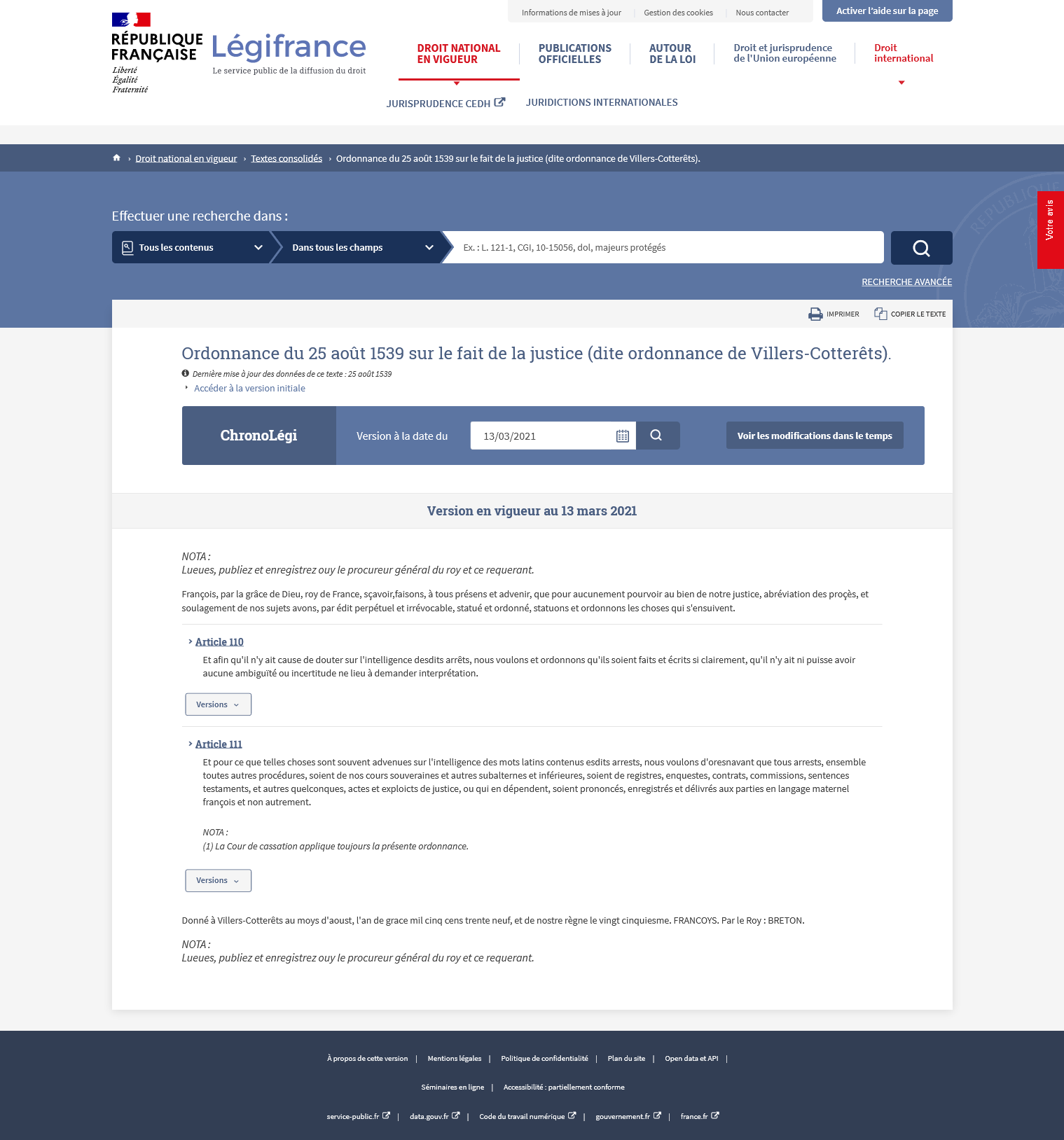
Articles 110 et 111 de l'ordonnance sur Légifrance.

Plusieurs décisions de justice modernes mentionnent ou font référence à l'ordonnance de 1539.
Dans une décision « Quillevère » du 22 novembre 1985, le Conseil d’État a fondé l'exigence de rédaction en langue française des requêtes au visa de « l'ordonnance de 1539 ».
La Cour de cassation a elle-même intégré cette ordonnance dans sa jurisprudence, en retenant explicitement que son article 111, précité, « fonde la primauté et l'exclusivité de la langue française devant les juridictions nationales ».
L’ordonnance de François Ier, qui avait pour objet de rendre les décisions de justice plus intelligibles, non par rapport à des langues étrangères mais par rapport au seul latin, auquel les juges recouraient trop, et mal, ne concerne, devant ces juridictions, que les actes de procédure. Elle impose donc au juge de motiver ses décisions en français ou si besoin dans une langue comprise par les plaignants, à peine de nullité.
En revanche, l’ordonnance de 1539 n’interdit pas au juge de prendre en considération des pièces écrites en langue étrangère, dont il peut apprécier souverainement la force probante, ainsi qu’il le ferait pour toute autre pièce rédigée en français. Cependant, puisque la forme de sa décision, elle, est soumise à l’ordonnance de 1539, il doit, s’il entend retenir la force probante d’un document rédigé en langue étrangère, indiquer la signification française et la portée de ce dernier.
Cependant, pour qu’il puisse le faire, encore faut-il qu’une traduction lui en soit proposée, qui soit acceptée par l'autre partie.
Si une telle traduction en langue française n’est pas produite avec le document en langue étrangère, le juge est fondé à écarter ce dernier puisqu’il n’a pas le droit de l’intégrer comme tel dans sa décision en vertu de l’ordonnance de 1539. Il n’est pas tenu, dans ce cas d’ouvrir à nouveau les débats, pour inviter les parties à apporter la traduction manquante. Il n’y serait tenu que si, bien qu’il n’y ait pas de traduction au dossier de la pièce concernée, le bordereau de communication indiquait qu'une traduction y était jointe. Une telle contradiction nécessiterait évidemment des explications de la part des parties pour ne pas laisser échapper un élément de preuve qui pourrait être décisif.
En France, depuis 1992, l'article 2 de la Constitution déclare que « la langue de la République est le français » (al. 1), et l'article 1er al. 2 de la loi no  94-665 du 4 août 1994 dispose que la langue française est « la langue (…) des services publics ».
Dans un arrêt du 27 novembre 2012, la Cour de cassation affirme dans son attendu que si l’ordonnance de Villers-Cotterêts d’août 1539 ne vise que les actes de procédure, le juge est fondé dans l’exercice de son pouvoir souverain à écarter comme élément de preuve un document écrit en langue étrangère, faute de production d’une traduction en langue française,.
Le 19 octobre 2023, est inaugurée au château de Villers-Cotterêts où fut signée l'ordonnance, la Cité internationale de la langue française.

## En Acadie
L'ordonnance fut appliquée dans les colonies françaises, notamment en Acadie. Puisque les Britanniques n'ont pas révoqué les lois françaises après l'annexion de 1713, l'historien du droit Christian Néron affirme, en 2014, que le français est la seule langue officielle dans les provinces canadiennes de l'Île-du-Prince-Édouard et de la Nouvelle-Écosse et que cela pourrait aider les Acadiens dans la valorisation de leurs droits ; certains juristes soutiennent cette théorie.